# Heinrich Wilhelm Schott
Heinrich Wilhelm Schott (7 tháng 1 năm 1794 - 5 tháng 3 năm 1865) là nhà thực vật học người Áo, nổi tiếng với công trình nghiên cứu về hợp chất aroid trong các loài cây thuộc họ Ráy.
Ông sinh tại Brünn (Brno), Moravia và mất tại Schönbrunn Palace, Viên.

## Các công trình
- Synopsis Aroidearum, 1856
- Icones Aroidearum, 1857
- Genera Aroidearum Exposita, 1858
- Prodromus Systematis Aroidearum, 1860